# Podobora
Podobora je katastrální území a základní sídelní jednotka obce Chotěbuz v okrese Karviná. Leží v průměrné nadmořské výšce 250 metrů na ulici Karvinská kilometr severně od obce.
Podobora (kód 652962) je také název katastrálního území o rozloze 2,392904 km2.

## Název
Dříve se používal název Podoborce, německy Thiergarten a polsky Zwierzyniec.

## Historie
První písemná zmínka o obci pochází z roku 1768.

## Přírodní poměry
Západně od Podobory leží les Obora, východně za železniční tratí teče řeka Olše. Nedaleko archeoparku stojí v lesním porostu ve svahu pět památných stromů buků lesních, nazývají se Buky u Hradiska, původně jich zde rostlo sedm. Pocházejí zhruba z počátku 20. století.

## Obyvatelstvo
V roce 1890 zde žilo v 18 domech 154 obyvatel, kteří byli polské národnosti. V roce 1991 zde žilo 113 obyvatel, o deset let později 118.. Podle sčítání lidu v roce 1910 měla Podobora již 172 obyvatel ve 21 domech o , z nichž 168 (97,7%) bylo polsky a 4 (2,3%) německy mluvicích, 61 (35,5%) byli katolíci, 111 (64,5%) protestanti

## Hospodářství a doprava
Sídlí zde pila a sádky. Podoborou prochází silnice I. třídy č. 67, která spojuje Chotěbuz s karvinskou místní částí Louky. Východně od obce se nachází železniční zastávka s názvem Chotěbuz, jíž prochází železniční tratě č. 320 a č. 321. Sídlem prochází cyklotrasa č. 6100 ze Stanislavic a zelená turistická trasa z Albrechtic.

## Pamětihodnosti
- Hradiště Starý Těšín se nachází severně od Podobory. Hradiště se nachází na ostrohu, okolo něhož původně protékala řeka Olše. Vybudovali jej lidé lužických popelnicových polí v halštatském období 800–750 let před n. l. až 500 let před n. l. Slované zde prokazatelně pobývali od poloviny 8. století do třetiny 11. století. Hradiště má tři díly.[13]